# Драј Риџ (Кентаки)
Драј Риџ (енгл. Dry Ridge) град је у америчкој савезној држави Кентаки.

## Демографија
По попису из 2010. године број становника је 2.191, што је 196 (9,8%) становника више него 2000. године.
| Група             | 2000.         | 2010.         |
| Белци             | 1.929 (96,7%) | 2.068 (94,4%) |
| Афроамериканци    | 11 (0,6%)     | 23 (1,0%)     |
| Азијати           | 26 (1,3%)     | 19 (0,9%)     |
| Хиспаноамериканци | 14 (0,7%)     | 56 (2,6%)     |
| Укупно            | 1.995         | 2.191         |